# Avenue des Canadiens-de-Montréal
Avenue des Canadiens-de-Montréal – ulica w Montrealu. Została utworzona z części Rue de La Gauchetière, naprzeciwko Centre Bell. Łączy Rue Peel z Rue de la Montagne. Jej oficjalna inauguracja odbyła się 9 października 2009 roku w obecności burmistrza Géralda Tremblay oraz wielu dawnych graczy zespołu hokejowego Canadiens de Montréal. Nazwę nadano z okazji setnej rocznicy powstania tej drużyny.